# Eloise

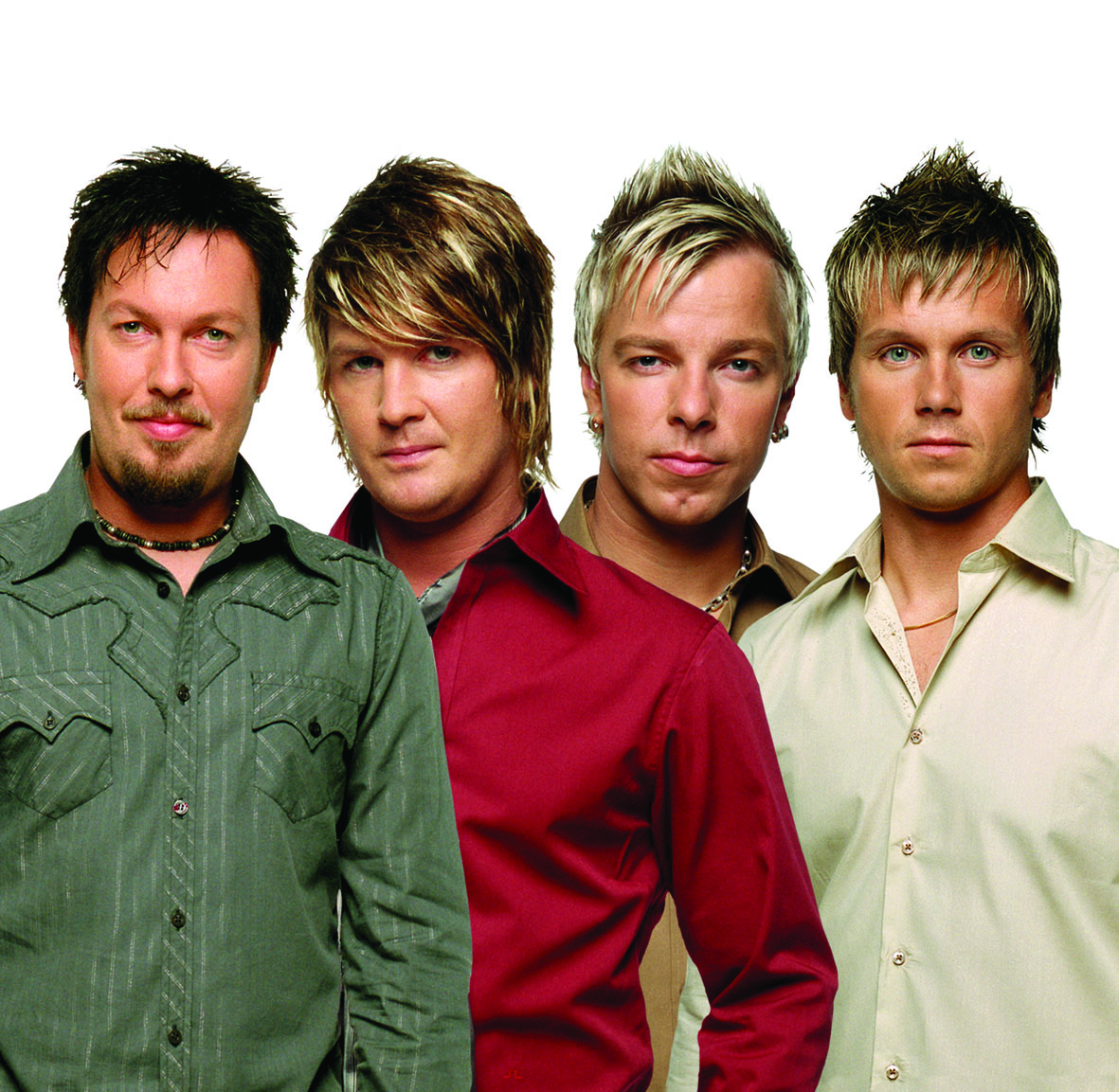
Integrantes da banda Arvingarna

"Eloise" foi a canção que representou a Suécia no Festival Eurovisão da Canção 1993 que teve lugar em Millstreet, na Irlanda. Foi interpretada em sueco pela banda Arvingarna. Terminou a competição em sétimo lugar, tendo recebido um total de 89 pontos.

## Autores
- letra: Gert Lengstrand
- Música: Lasse Holm
- Orquestração: Curt-Eric Holmquist

## Letra
A letra da canção descreve um rapaz quer saber se "Eloise" é mais que uma amiga. 

## Vendas
O single alcançou o 10.º lugar do top sueco de vendas.

## Cover versions
- A banda sueca de  Heavy metal Black Ingvars fez um versão desta canção no seu álbum de 1995  "Earcandy Six".